# Maurice Lorrain
Maurice Lorrain (1867 – 1956) è stato un neurologo francese.
Approfondì gli studi sulla paraparesi spastica ereditaria, scoperta da Adolph Strümpell nel 1883, e pertanto chiamata anche malattia di Strumpell-Lorrain.

## Opere
- Maurice Lorrain, Contribution à l'étude de la paraplégie spasmodique familiale, Steinheil, 1898.
- Maurice Lorrain, Charles Fernet, Note sur un cas d'infection pneumococcique à manifestations articulaires et méningée, Maretheux.